# Vermilion Lakes
Los lagos Vermilion (del inglés: Vermilion Lakes) son una serie de lagos situados en las inmediaciones de la pequeña ciudad de Banff (6.700 hab. en 2006), al oeste, en la provincia canadiense de Alberta, en las Montañas Rocosas Canadienses. Los tres lagos se forman en el valle del río Bow, en el Parque nacional Banff, al pie del monte Norquay. Desde los lagos ubicados a unos 5 km del monte Rundle se puede apreciar la belleza de dicha montaña.
Los lagos Vermillion tienen una extensión de 11 kilómetros de largo. Se encuentran en el valle del río Bow y son un refugio para numerosas aves acuáticas. Hay ornitólogos que van a observar águilas de cabeza blanca, águilas pescadoras y gansos canadienses. Con un poco de suerte,también se pueden ver castores y alces.
Esta es generalmente considerada como la mejor zona del parque nacional de Banff para las aves acuáticas migratorias y también una buena zona para observar las águilas calvas que anidan en la zona.